# Jindřich Říha
Jindřich Říha, křtěný Jindřich František (24. února 1862 Beroun – 23. dubna 1920 Rostov na Donu), byl český sochař.

## Život
Narodil se v Berouně jako nemanželské dítě Josefě Kateřině Kohnové a po svatbě své matky byl legitimizován Josefem Říhou, strojníkem a hostinským, narozeným v České Lípě.
Jindřich vyrůstal v početné rodině se šesti sourozenci: Josefem (1865), Vilemínou (1868), Františkem (1870), Vilémem (1871), Annou (1876) a nejmladším Karlem (1877).
Kolem roku 1867 přišel hostinský Josef Říha do Prahy, kde se oženil s Josefou Kohnovou, svobodnou matkou nejméně 3 dětí. V Praze Jindřich absolvoval základní vzdělání. Následně zde pokračoval ve studiu na škole pro modelování a poté odešel do Německa, kde se školil v Drážďanech na akademii. Zkušenosti získal v německých ateliérech. 
V roce 1889 se oženil  v německém Halle s Martou Friedrichovou a měli spolu čtyři dcery, Elsu, Gertrudu, Margarethu a Elisabethu.
Kolem roku 1892 se vrátil do Čech a následně si v Praze na Smíchově otevřel svůj vlastní ateliér se svým bratrem Josefem.
V červnu 1910 přesídlil do Charkova a později do Rostova na Donu, kde 23. dubna 1920 zemřel na skvrnitý tyfus.

## Výstavy

### Autorské
- 1907 Jindřich Říha: Poprsí místodržitele hr. Coudenhovea, Topičův salon, Praha

### Kolektivní
- 1895 Umělecká beseda: 7. vánoční výstava, Topičův salon, Praha
- 1896 Umělecká beseda: 8. vánoční výstava, Topičův salon, Praha
- 1898/1899 Vánoční výstava českých umělců, Topičův salon, Praha

## Dílo
- Pomník Mistra Jan Husa v Praze-Braníku[8]
- Bakchus - Socha v nice na průčelí Schierova domu v Praze[9]
- Pomník Karla Jaromíra Erbena v Miletíně[10]
- Pomník Mistra Jana Husa v Lomnici nad Popelkou[11]
- Pomník Karla Havlíčka Borovského a pomník s bustou a sochou Promethea s orlem v Jičíně[12]
- Výzdoba průčelí domu U Goliáše v Praze s reliéfy Příchod Čechů na Říp a Libuše hlásá slávu Prahy, plastika Goliáš[13]

## Galerie

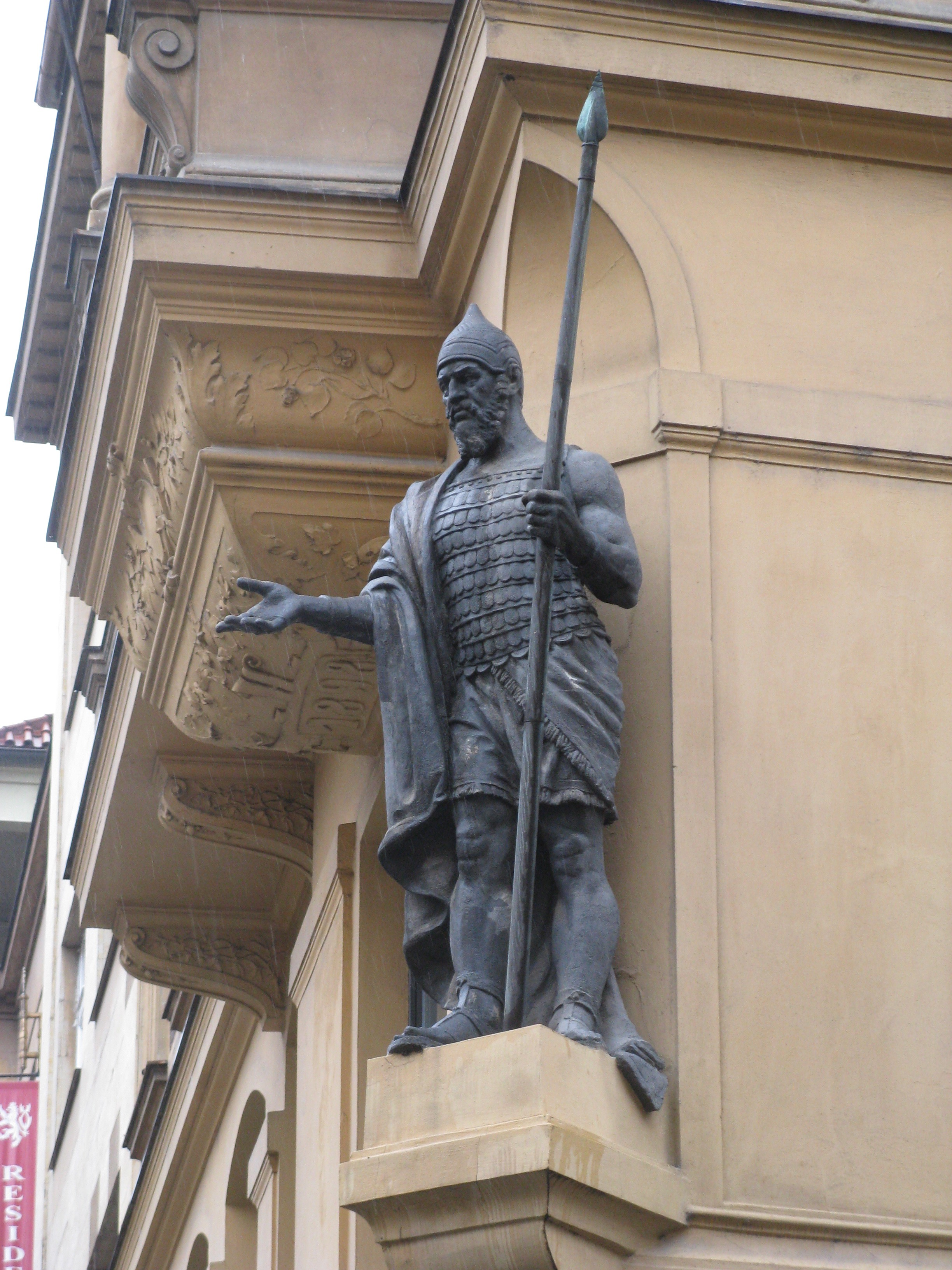
Socha vysokého muže (možná Goliáše) s kopím v ruce
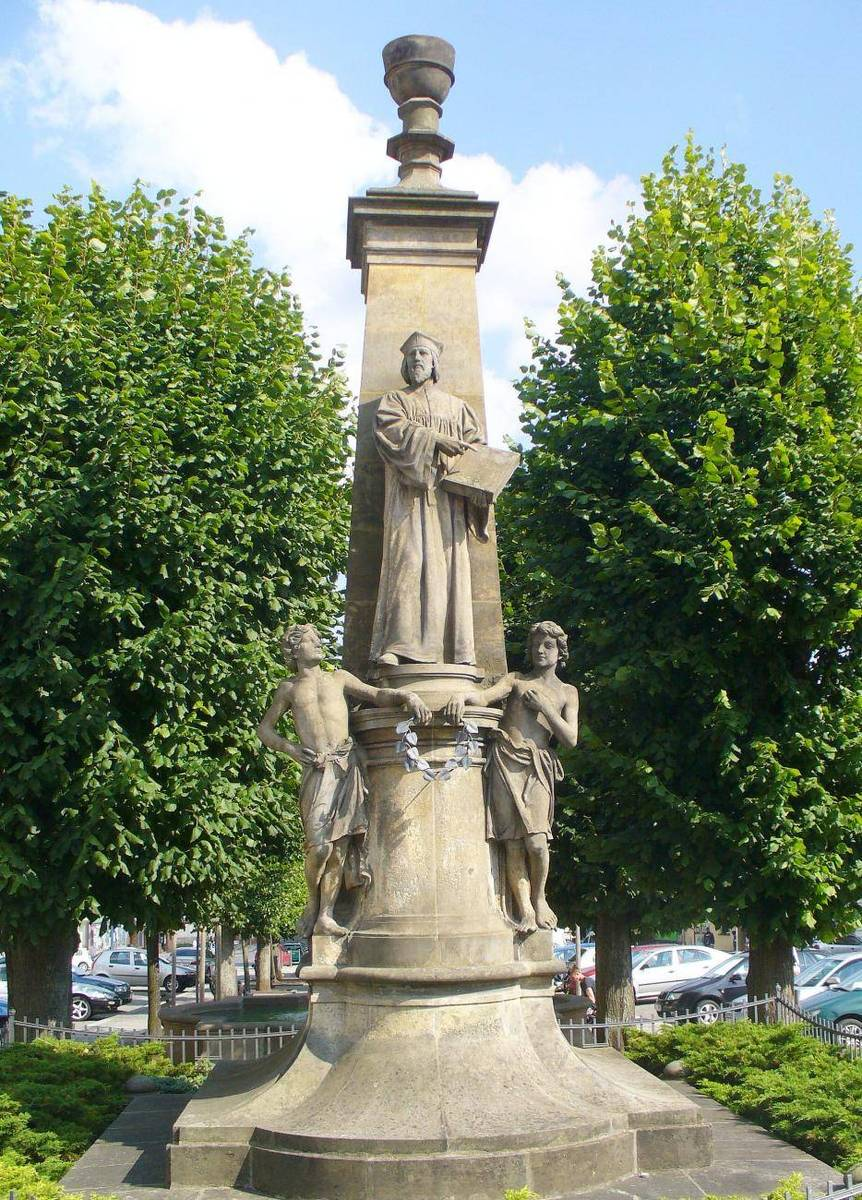
Pomník Mistra Jana Husa v Lomnici nad Popelkou
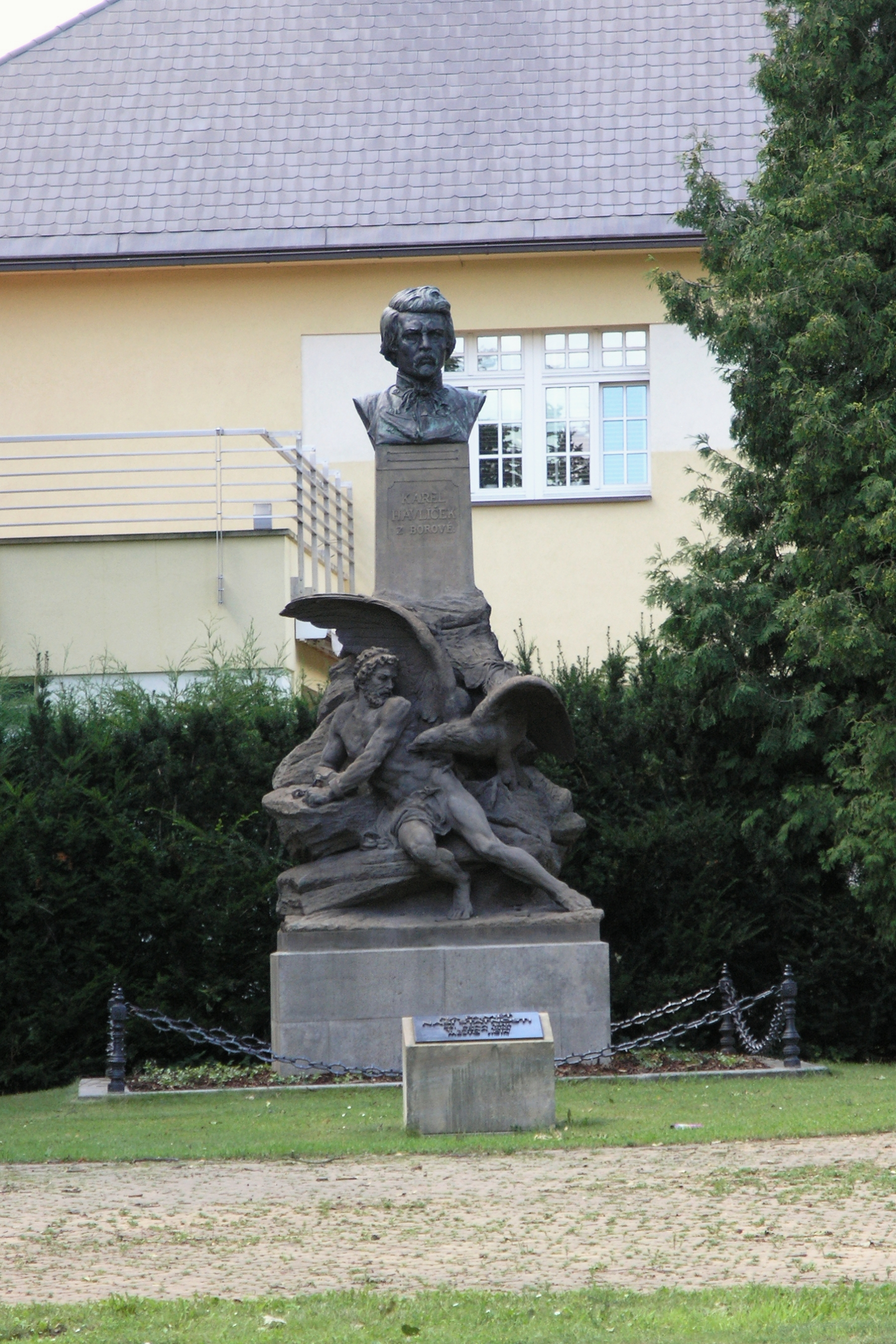
Pomník Karla Havlíčka Borovského v Jičíně
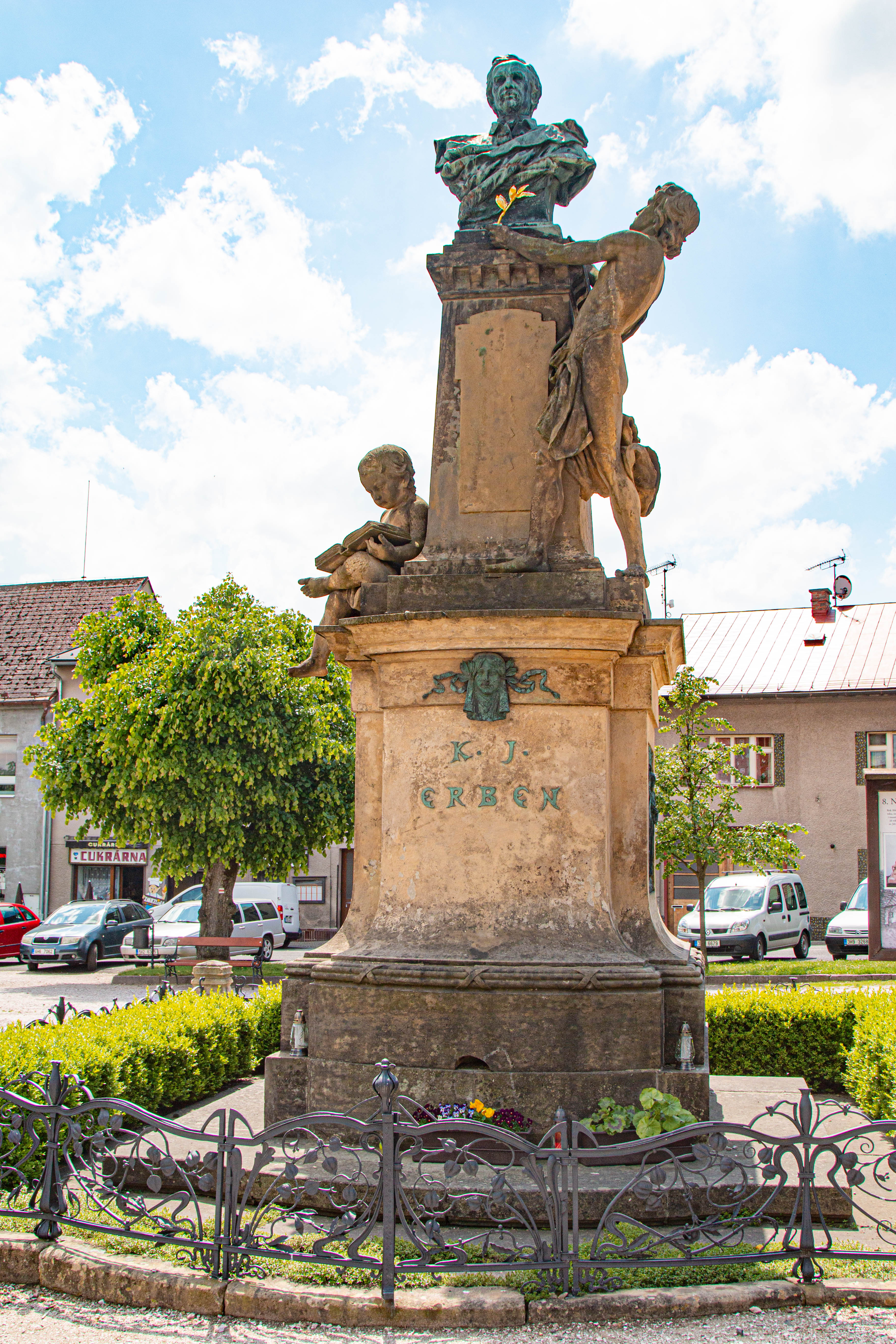
Pomník Karla Jaromíra Erbena v Miletíně
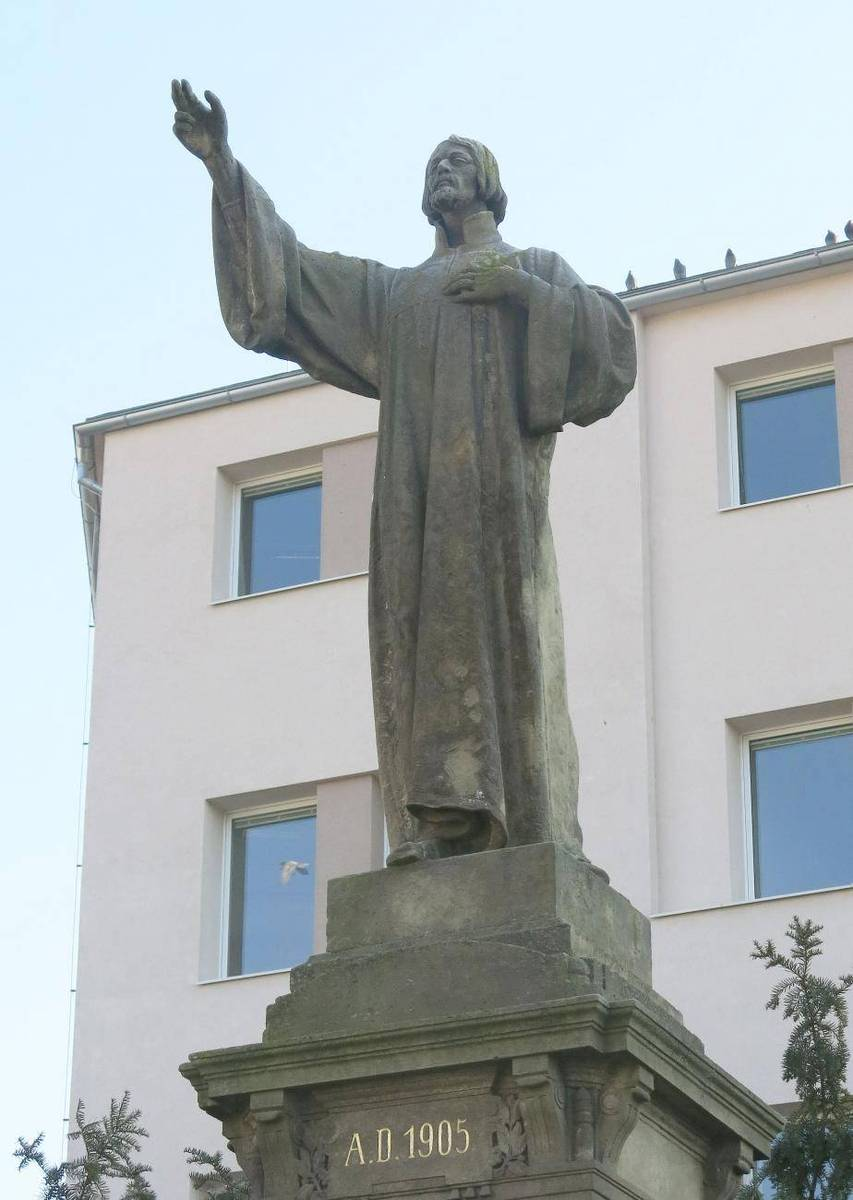
Pomník Mistra Jan Husa na náměstí v Praze – Braníku